# Championnat de Grèce de football 2015-2016
Navigation
2014-2015 2016-2017
La saison 2015-2016 de Superleague Greece est la 57e édition de la première division grecque sous sa forme actuelle. Le championnat est composé de 16 équipes qui affrontent successivement les 15 autres à deux reprises sur 34 journées. Pour la deuxième saison à 18 équipes, L'Olympiakos tente de défendre son titre contre 17 autres équipes dont 2 promus de Football League.
À l'issue de la saison, le club totalisant le plus grand nombre de points est déclaré champion de Grèce et se qualifie pour la prochaine Ligue des Champions. Les équipes classées de la 2e à la 5e place se disputent les trois autres places qualificatives pour les compétitions européennes (une en tour de qualification de Ligue des Champions et 2 pour les tours de qualification de la Ligue Europa) lors de barrages prenant la forme d'un mini-championnat. Enfin, une cinquième place qualificative pour la Ligue Europa est réservée au vainqueur de la coupe de Grèce. Contrairement à la saison précédente, ce ne sont pas les deux derniers mais les quatre derniers du classement qui sont relégués en Football League. Cela est dû au fait que la compétition repassera à 16 équipes à partir de la saison 2015-2016.
C'est le tenant du titre, l'Olympiakos, qui remporte à nouveau le championnat cette saison après avoir terminé en tête du classement final.

## Compétition

### Phase régulière

#### Classement
Le classement est établi sur le barème de points classique (victoire à 3 points, match nul à 1, défaite à 0).

En cas d'égalité entre 
- 2 équipes: On tient compte de la différence de buts particulière lors de leurs affrontements directs.
- Plus de 2 équipes: On tient compte des résultats entre toutes les équipes à égalité de points.

Source: superleaguegreece.net
| Rang | Équipe           | Pts | J  | G  | N  | P  | Bp | Bc | Diff |
| ---- | ---------------- | --- | -- | -- | -- | -- | -- | -- | ---- |
| 1    | Olympiakos T     | 85  | 30 | 28 | 1  | 1  | 81 | 16 | +65  |
| 2    | AEK Athènes      | 57  | 30 | 17 | 6  | 7  | 43 | 21 | +22  |
| 3    | Panathinaïkos    | 55  | 30 | 18 | 4  | 8  | 52 | 26 | +26  |
| 4    | PAOK Salonique   | 45  | 30 | 13 | 9  | 8  | 45 | 32 | +13  |
| 5    | Paniónios        | 44  | 30 | 12 | 8  | 10 | 33 | 27 | +6   |
| 6    | PAS Giannina     | 42  | 30 | 12 | 6  | 12 | 36 | 40 | -4   |
| 7    | Atromitos        | 42  | 30 | 12 | 6  | 12 | 26 | 31 | -5   |
| 8    | Asteras Tripolis | 41  | 30 | 11 | 8  | 11 | 31 | 30 | +1   |
| 9    | Platanias FC     | 39  | 30 | 10 | 9  | 11 | 32 | 30 | +2   |
| 10   | Levadiakos       | 37  | 30 | 9  | 10 | 11 | 27 | 36 | -9   |
| 11   | Panetolikós FC   | 35  | 30 | 9  | 8  | 13 | 30 | 46 | -16  |
| 12   | Iraklis          | 35  | 30 | 8  | 11 | 11 | 24 | 32 | -8   |
| 13   | Skoda Xanthi     | 33  | 30 | 6  | 15 | 9  | 27 | 32 | -5   |
| 14   | PAE Veria        | 27  | 30 | 5  | 12 | 13 | 19 | 33 | -14  |
| 15   | Panthrakikos     | 17  | 30 | 3  | 8  | 19 | 18 | 58 | -40  |
| 16   | AEL Kallonis     | 16  | 30 | 3  | 7  | 20 | 19 | 53 | -34  |

|  | Qualification pour la Ligue des champions de l'UEFA 2016-2017 |
|  | Qualification pour les play-offs                              |
|  | Relégation en deuxième division                               |
|  | T : Tenant du titre                                           |

### Play-offs
Lors de ces play-offs, les quatre équipes s'affrontent deux fois, à domicile et à l'extérieur.
Les équipes démarrent ces play-offs avec un nombre de points correspondant à leur classement lors de la phase régulière :
- le 5e démarre avec 0 point
- pour les autres équipes, chacune démarre avec un nombre de points égal à la différence entre son total de points en phase régulière et celle de la 5e équipe, divisé par 3 et arrondi à l'entier le plus proche.

Le vainqueur de ces play-offs est vice-champion de Grèce, le 2e termine 3e du championnat et ainsi de suite.
| Rang | Équipe         | Pts | J | G | N | P | Bp | Bc | Diff |
| ---- | -------------- | --- | - | - | - | - | -- | -- | ---- |
| 1    | PAOK Salonique | 12  | 6 | 3 | 3 | 0 | 8  | 3  | +5   |
| 2    | Panathinaïkos  | 9   | 6 | 2 | 3 | 1 | 8  | 6  | +2   |
| 3    | AEK AthènesC   | 7   | 6 | 2 | 1 | 3 | 5  | 7  | -2   |
| 4    | Paniónios      | 4   | 6 | 1 | 1 | 4 | 2  | 7  | -5   |

|  | Qualification pour la Ligue des champions de l'UEFA 2016-2017 |
|  | Qualification pour la Ligue Europa 2016-2017                  |
|  | C : Vainqueur de la Coupe de Grèce                            |